# Francisco Marto

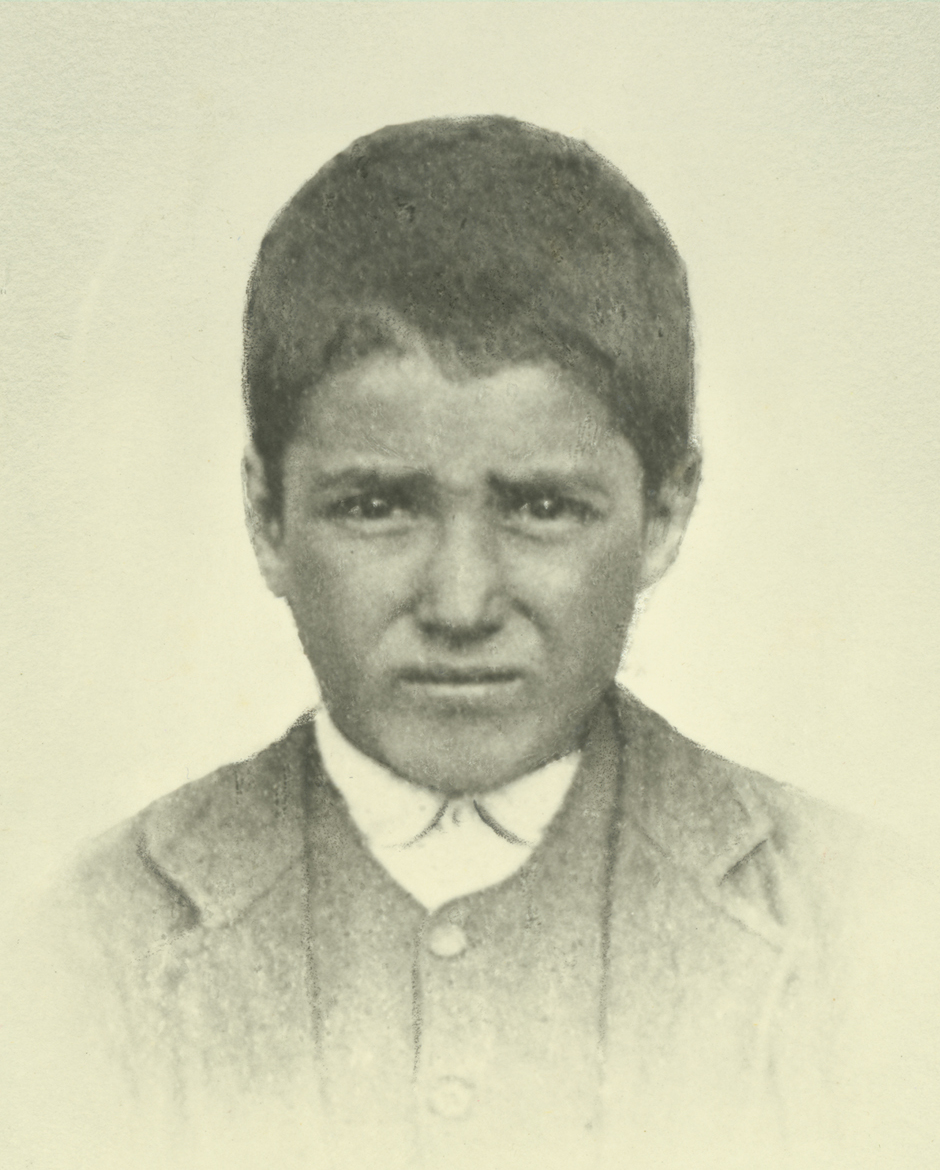
Porträtfoto von Francisco Marto (um 1916–19)

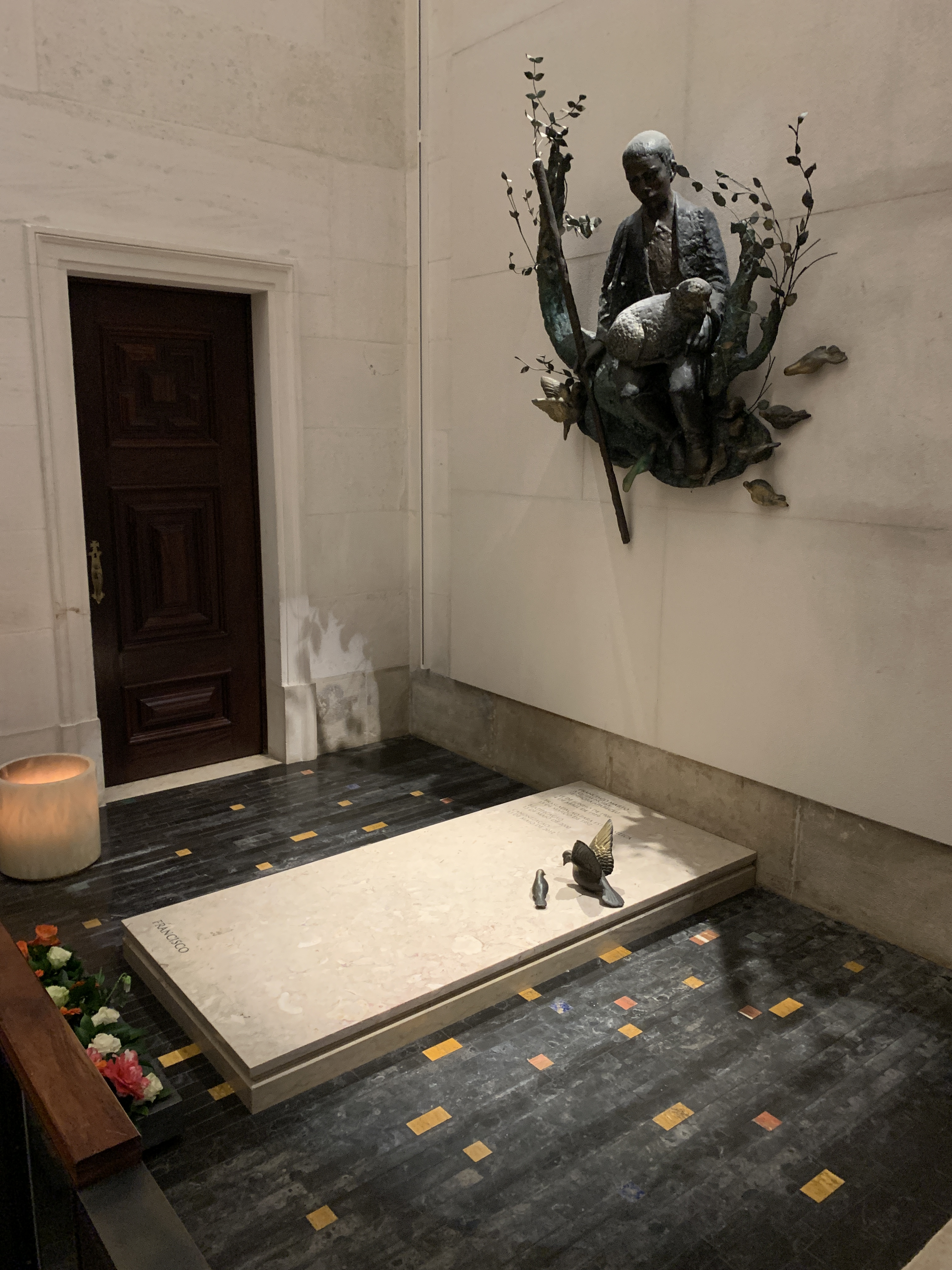
Grab in der Basilika Antiga von Fátima

Francisco Marto (* 11. Juni 1908 in Aljustrel, heute Teil von Fátima, Portugal; † 4. April 1919 ebenda) ist ein portugiesischer Heiliger, der Zeuge einer Marienerscheinung gewesen sein soll.

## Leben

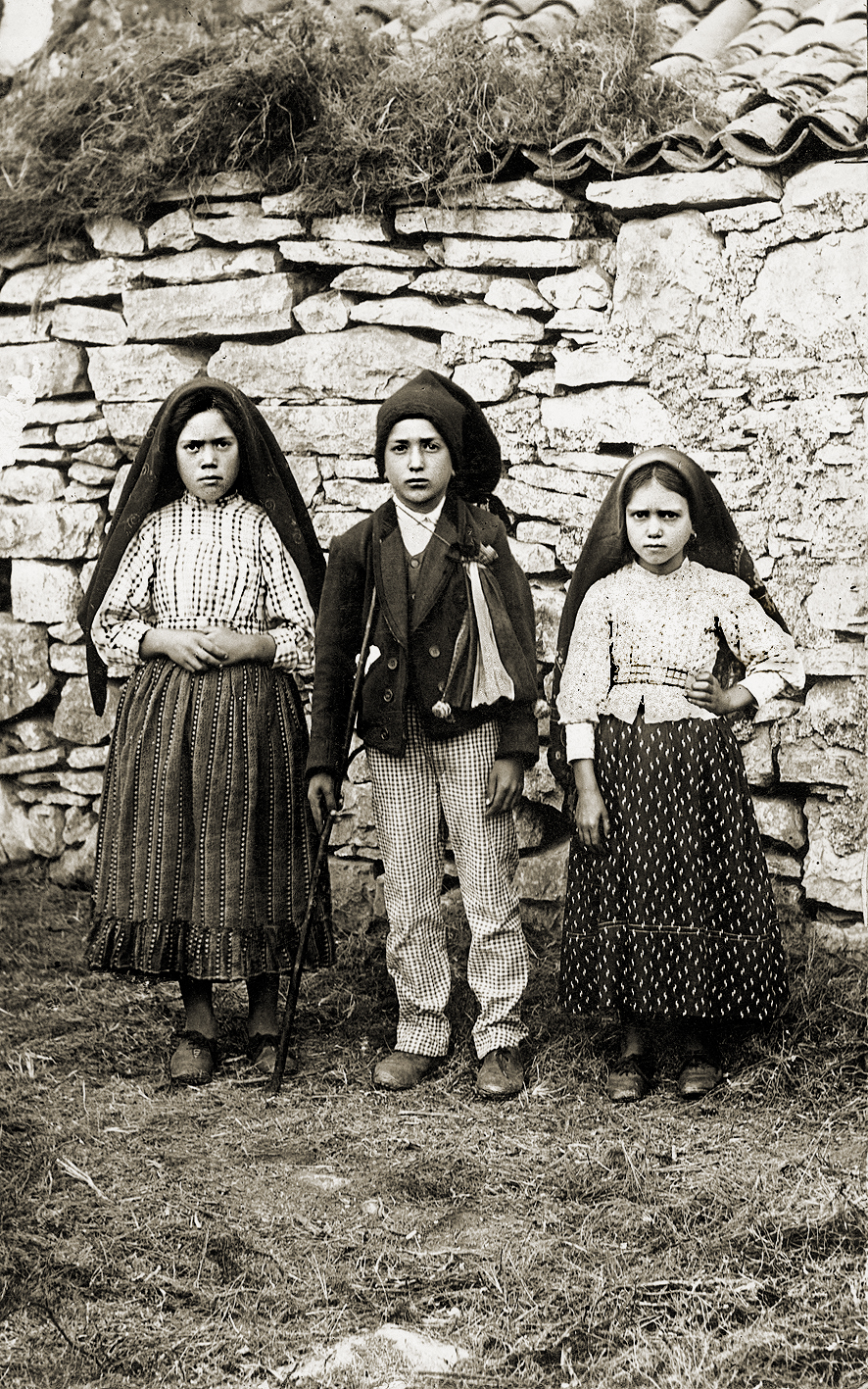
Die drei Hirtenkinder von Fátima: Lúcia (links), Francisco und Jacinta (rechts)

Sein Vater war  Manuel († 3. Februar 1957), seine Mutter hieß Olímpia de Jesus († 3. April 1956).
Beim Hüten der Schafe soll Francisco 1916 gemeinsam mit seiner Schwester Jacinta und seiner Cousine Lúcia dos Santos in der Nähe von Fátima (Portugal) dreimal ein Engel erschienen sein. Vom 13. Mai bis 13. Oktober 1917 hatten die drei Kinder Marienerscheinungen am 13. jedes Monats (mit Ausnahme des Monats August, da die Kinder entführt worden waren) in der Cova da Iria (deutsch: Grube der Iria) bei Fátima. Nach seinen Angaben sah er zwar die Erscheinung, hörte sie aber nie sprechen.
Im Dezember 1918 erkrankte er an der Spanischen Grippe, an der er am 4. April 1919 starb. Am 13. März 1952 wurden seine Gebeine in die Rosenkranz-Basilika von Fátima überführt.

## Selig- und Heiligsprechungsverfahren
Anlässlich der Wallfahrt von Papst Johannes Paul II. nach Fátima wurden Jacinta und Francisco am 13. Mai 2000 seliggesprochen. Im Verlauf des Verfahrens zur Heiligsprechung erkannte Papst Franziskus am 23. März 2017 ein Wunder an, das der Fürsprache Franciscos und seiner Schwester Jacinta zugeschrieben wird. Damit war die letzte Voraussetzung für eine Heiligsprechung der Geschwister erfüllt. Die Heiligsprechung erfolgte am 13. Mai 2017 während eines Besuchs des Papstes in Fatima zum 100. Jahrestag der Marienerscheinungen.
Sein liturgischer Gedenktag ist der 20. Februar.